# Тетерівська сільська територіальна громада
Тетерівська сільська територіальна громада — територіальна громада в Україні, в Житомирському районі Житомирської області. Адміністративний центр — село Тетерівка.

## Загальна інформація
Площа території — 295,8 км², кількість населення — 9 648 (2020).
Станом на 2018 рік площа громади становила 227,3 км², кількість населення — 6 638 мешканців.

## Населені пункти
До складу громади входять 15 сіл: Буки, Висока Піч, Дениші, Катеринівка, Корчак, Михайлівка, Нова Рудня, Перлявка, Покостівка, Руденька, Рудня-Пошта, Старошийка, Тетерівка, Тригір'я, Улянівка.

## Історія
Утворена 7 серпня 2015 року, в рамках адміністративно-територіальної реформи в Україні, шляхом об'єднання Буківської, Денишівської, Корчацької та Тетерівської сільських рад Житомирського району Житомирської області.
Відповідно до розпорядження Кабінету Міністрів України № 711-р від 12 червня 2020 року «Про визначення адміністративних центрів та затвердження територій територіальних громад Житомирської області», до складу громади були включені територія та населені пункти Високопічської сільської ради Житомирського району.
Відповідно до постанови Верховної Ради України № 807-IX від 17 липня 2020 року «Про утворення та ліквідацію районів», громада увійшла до складу новоствореного Житомирського району Житомирської області.

## Старостинські округи
- Буківський
- Високопічський
- Денишівський
- Корчацький